# Estación de Mangualde
Mangualde es una plataforma ferroviaria de la Línea de Beira Alta, que sirve a la parroquia de Mangualde, en el distrito de Viseu, en Portugal.

## Características

### Localización y accesos
Se encuentra junto a la localidad de Mangualde, y se acceso es por la calle de la Estación.

### Descripción física
En enero de 2011, contaba con cuatro vías de circulación, con longitudes entre los 258 y 376 metros; las plataformas tenían 335 y 366 metros de extensión, y 70 y 40 centímetros de altura.

## Historia
La estación se encuentra en el tramo entre las estaciones de Pampilhosa y Vilar Formoso de la línea de Beira Alta, que abrió a la explotación, de forma provisional, el 1 de julio de 1882, habiendo sido la línea totalmente inaugurada, entre Figueira da Foz y la frontera con España, el 3 de agosto del mismo año, por la Compañía de los Caminhos de Ferro Portugueses de Beira Alta.